# Vanellus tricolor
Vanellus tricolor е вид птица от семейство Charadriidae. Видът е незастрашен от изчезване.

## Разпространение
Разпространен е в Австралия.